# کارل لوگر
کارل لوگر (انگلیسی: Karl Lueger؛ ۲۴ اکتبر ۱۸۴۴ – ۱۰ مارس ۱۹۱۰) یک سیاست‌مدار اهل اتریش بود.

## نژادپرست ضد یهود
لوگر به خاطر گفتار نژادپرستانه ضد یهودی خود شناخته شده بود و خود را معتقد به ادوارد دروموند می‌دانست، کسی که در سال ۱۸۸۹ اتحادیه ضد یهودی فرانسه را بنیان نهاد. دهه‌ها بعد، آدولف هیتلر، ساکن وین از سال ۱۹۰۷ تا ۱۹۱۳، او را به عنوان الهام‌بخش دیدگاه‌های خود درباره یهودیان می‌دید. گرچه لوگر یک پان‌ژرمنیست آشکار نبود، اما از سیاست‌های نژادپرستانه علیه اقلیت‌های غیرآلمانی‌زبان در اتریش-مجارستان حمایت می‌کرد و در سال ۱۸۸۷ به لایحه‌ای رأی داد که از سوی رقیب دیرینه او گئورگ فون شونرر برای محدود کردن مهاجرت یهودیان روس و رومانیایی پیشنهاد شده بود. او همچنین از جنبش فولکیش گوئیدو فون لیست حمایت آشکار می‌کرد و اصطلاح "یهودپست" را ابداع کرد که به تسلط گویا یهودیان بر پایتخت مجارستان، بوداپست اشاره داشت. [نیاز به استناد]  مورخ لئون پولیاکف در کتاب تاریخ نژادپرستی ضد یهود نوشت:
"به زودی مشخص شد که به ویژه در وین هیچ گروه سیاسی که می‌خواست به پیشه‌وران متوسل شود، بدون داشتن یک برنامه ضد یهودی شانسی برای موفقیت نداشت. [...] این در آن زمان بود که یک عبارت معروف در وین ساخته شد: "نژادپرستی ضد یهود، سوسیالیسم احمق‌هاست". این وضعیت توسط سیاستمدار کاتولیک کارل لوگر، رهبر حزب مسیحی-اجتماعی اتریش با برنامه‌ای مشابه حزب همنام برلینی به رهبری کشیش استوکر مورد بهره‌برداری قرار گرفت. در سال ۱۸۸۷، لوگر پرچم نژادپرستی ضد یهود را برافراشت. [...] با این حال، ادای احترام پرشور هیتلر به او در "نبرد من" توجیه‌پذیر به نظر نمی‌رسد، زیرا در دوران حکومت او یهودیان رنج نبردند." 
ناظران دیگر استدلال می‌کنند که نژادپرستی علنی لوگر تا حد زیادی یک ژست برای کسب آرا بود، او از نخستین کسانی بود که از پوپولیسم به عنوان یک ابزار سیاسی استفاده کرد. مورخ ویلیام ال. شیرر نوشت که "مخالفانش، از جمله یهودیان، به راحتی اعتراف می‌کردند که او در دل یک انسان شریف، جوانمرد، بخشنده و متساهل بود."  به گفته اموس الون، "نژادپرستی ضد یهودی لوگر نوعی گونه خانگی و انعطاف‌پذیر بود - تقریباً می‌توان گفت خوش‌مشرب بود. وقتی از او پرسیدند که چگونه این واقعیت را توضیح می‌دهد که بسیاری از دوستانش یهودی بودند، لوگر به طرز معروفی پاسخ داد: 'من تصمیم می‌گیرم چه کسی یهودی است.'"  نویسنده یهودی وینی استفان تسوایگ، که در دوران تصدی لوگر در وین بزرگ شده بود، به یاد آورد که "اداره شهری او کاملاً عادلانه و حتی به طور کلاسیک دموکراتیک بود."